# Загальний фільтр
Загальний фільтр — в теорії множин, вид фільтра, який використовується в техніці форсінга для доведення незалежності тверджень в аксіоматичних теоріях множин.
Першу версію форсінга використав Пол Коен для доведення незалежності континум гіпотези від ZFC.
Використаємо, що:
Підмножина E частково впорядкованої множини (P, ≤) називається щільною, якщо:
{\displaystyle \forall p\in P\quad \exists e\in E:\quad e\leq p.}
Визначення:
Тоді, якщо D є сімейством щільних підмножин P, фільтр F в P називається D-загальним, якщо:
{\displaystyle \forall E\in D:\quad F\cap E\neq \emptyset }.